# Viktor Skripnik
Viktor Anatoliyovytch Skrypnyk (en ukrainien : Віктор Анатолійович Скрипник) est un joueur et entraîneur de football ukrainien né le 19 novembre 1969 à Novomoskovsk.
Défenseur au Werder Brême, avec lequel il remporte le doublé coupe-championnat d'Allemagne en 2004, il en devient l'entraîneur en 2014.

## Biographie

### Carrière de joueur

#### En club
Skrypnyk commence sa carrière professionnelle en 1987 avec le Dnipro Dnipropetrovsk dans le championnat d'Union soviétique. 
Il joue de 1989 à 1994 au Metalurh Zaporijia, en Ukraine, puis fait son retour au Dnipro Dnipropetrovsk, avant de rejoindre l'Europe occidentale. 
De 1996 à 2004, il évolue au Werder Brême, en Allemagne. Il y remporte le championnat d'Allemagne en 2004 et la coupe d'Allemagne à deux reprises, en 1999 et 2004. Avec le Werder, il dispute 7 matchs en Coupe de l'UEFA, et joue 137 matchs en Bundesliga, pour 7 buts inscrits. C'est dans ce club qu'il termine sa carrière de joueur.

#### En équipe nationale
De 1994 à 2003, il est sélectionné à 24 reprises en équipe d'Ukraine, avec laquelle il marque deux buts.
Il joue son premier match en équipe nationale le 7 septembre 1994 contre la Lituanie et son dernier le 12 février 2003 contre la Turquie.
Il inscrit deux buts avec l'Ukraine : le premier, le 11 octobre 1995 face à la Slovénie, dans le cadre des éliminatoires de l'Euro 1996 et le second, le 13 août 1996, en amical contre la Lituanie.
Il joue 8 matchs comptant pour les tours préliminaires du mondial 1998, et un match de barrage comptant pour les éliminatoires de la coupe du monde 2002.

### Carrière d'entraîneur
Dès sa retraite sportive, Skrypnyk intègre l'équipe technique du Werder. 
En 2013, il est nommé à la tête de l'équipe réserve. En octobre 2014, il est promu en équipe première,.

## Palmarès

### Palmarès de joueur
Werder Brême
- Champion d'Allemagne en 2004.
- Vainqueur de la Coupe d'Allemagne en 1999 et 2004.
- Vainqueur de la Coupe Intertoto en 1998.

### Palmarès d'entraîneur
Riga FC
- Champion de Lettonie en 2018.
- Vainqueur de la Coupe de Lettonie en 2018.

 Zorya Louhansk
- Finaliste de la Coupe d'Ukraine en 2021.